# Hidroelektrana Tri klanca
Hidroelektrana Tri klanca (Kina) je hidroelektrana, s branom na rijeci Jangce, koja je treća najduža rijeka na svijetu. To je hidroelektrana s najvećom instaliranom snagom na svijetu od 22 500 MW (2012.). Zadnja vodna turbina najveće kineske hidroelektrane Tri klanca je spojena na mrežu 2012., čime je ova hidroelektrana konačno dovršena. S gradnjom se krenulo još 1994., a koštala je oko 50 milijardi američkih dolara. Sama brana je završena 2006. Osim dizala za brodove, svi dijelovi hidroelektrane su završeni 30. listopada 2008., kada je 26 vodnih turbina počelo s upotrebom za proizvodnju električne energije. Hidroelektrana ima čak 32 vodne turbine, a svaka ima snagu od 700 MW, te samo ova hidroelektrana proizvodi 11% potreba Kine za električnom energijom. Uz još dva električna generatora, svaki s 50 MW, konačna instalirana snaga je 22 500 MW.
Osim velikog hidroenergetskog potencijala, hidroelektrana Tri klanca smanjuje pojavu čestih poplava i povećava mogućnost prijevoza robe. Značajan je i ekološki doprinos zbog smanjenja stakleničkih plinova, ako znamo da Kina gotovo svu energiju dobiva izgaranjem fosilnih goriva, posebice ugljena. Prednost projekta je i navodnjavanje okolnih nizvodnih poljoprivrednih površina, kao i planovi za vodoopskrbu sjevernih i sušnijih dijelova Kine. Iako mnogi u Kini smatraju hidroelektranu Tri klanca neophodnim za razvoj kineskog gospodarstva i razvoja Kine u vodeću svjetsku silu, mnogi stručnjaci smatraju da bi negativni učinci projekta mogli nadmašiti njegove pozitivne učinke, pogotovo zbog raseljenja 1,3 milijuna ljudi, ekoloških promjena, sve većeg klizanja tla, potapanja mnogih arheoloških i povijesnih mjesta.

## Povijest
Zbog čestih poplava i velikog hidroenergetskog potencijala, ideja o regulaciji rijeke Jangce dugo je prisutna. Nakon prvih javnih najava 1914. prvog predsjednika Kine Sun Jat-sena, provedena su istraživanja o najpogodnijoj lokaciji. Za projekt Tri klanca organizirana je nacionalna mreža stručnjaka za izradu i pregled pojedinih rješenja i dijelova projekta, a uključeni su i brojni stručnjaci iz preko deset zemalja svijeta. Za lokaciju je odabran predio zvan Tri klanca, gdje je rijeka Jangce najuža i gdje joj je hidropotencijal izrazit. Tu su na prostoru dugom 200 km, između gradova Wanxian i Yichang, idući nizvodno smještena tri klanca: Qutang, dug 8 km (najkraći i najuži), Wu, dug 40 km i Xiling, duljine 80 km (najopasniji zbog plićina i brzine vode).
1939. za vrijeme Drugog kinesko-japanskog rata, predio Tri klanca je bio okupiran od japanske vojske. Nakon dolaska komunista na vlast, Mao Ce-tung je podržavao projekt, ali se ipak odlučio započeti drugi projekt, hidroelektranu Gezhouba. 1954. dogodila se velika poplava, u kojoj je poginulo oko 33 000 ljudi, tako da se nakon te nesreće ozbiljno počelo razmišljati o gradnji velike brane kod Tri klanca. 
1992. kineske vlasti su konačno odlučile početi s gradnjom, koja je započela krajem 1994. Brana je završena 2006., a svi drugi dijelovi hidroelektrane su završeni 30. listopada 2008., osim dizala za brodove. Hidroelektrana trenutno radi sa snagom od 22 500 MW, jer je 2012. i zadnja vodna turbina puštena u rad.

## Veličina brane
Brana je napravljena od betona i duga je 2335 m, a vrh brane ili kruna se nalazi na nadmorskoj visini od 185 m. Za radove je ugrađeno 27 200 000 m3 betona, 463 000 tona čelika (dovoljno za 63 Eiffelova tornja) i iskopano je oko 102 600 000 m3 zemlje i stijena. Betonska brana je visoka 181 m iznad osnove stijena. 
Kada je razina vode na visini od 175 m iznad razine mora (tada je razlika površine vode uzvodno i nizvodno 110 m), umjetno jezero je dugo oko 600 km i široko 1,12 km. Sadrži tada 39,3 km3 vode, a površina je oko 1045 km2. Umjetno jezero prekriva oko 632 km2 zemlje, za usporedbu s hidroelektranom Itaipu, čije umjetno jezero pokriva 1350 km2.

### Troškovi
Kineske vlasti procjenjuju da će cijeli projekt koštati oko 22,5 milijarde američkih dolara, a da će se troškovi isplatiti nakon 10 godina punog rada.

## Proizvodnja električne energije i raspodjela

### Električni generator
Glavni električni generator imaju 6 000 tona svaki i konstruirani su s izlaznom snagom od 700 MW. Tlačna visina ili maksimalni raspoloživi vodeni pad je 80,6 m. Protok vode iznosi od 600 do 950 m3/s, ovisno o raspoloživom vodenom padu. Što je veći raspoloživi vodeni pad, to manji protok treba da se postigne snaga električnog generatora. 
Hidroelektrana Tri klanca koristi Francisove turbine, s promjerom 9,7/10,4 m (dva proizvođača) i okreću se brzinom od 75 okretaja u minuti. Projektna snaga je 778 MVA, s maksimumom od 840 MVA i faktorom snage 0,9. Dobivena električna struja ima napon od 20 kV. Vanjski promjer statora električnog generatora je 21,4/20,9 m, a unutrašnji promjer 18,5/18,8 m. Stator je visok 3,1/3 m. Opterećenje temelja je 5050/5500 tona. Prosječan stupanj iskorištenja je 94 %, a dostiže do 96,5 %.

### Godišnja izlazna snaga Hidroelektrane Tri klanca
Do 16. rujna 2009. elektrana je proizvela 348,4 TWh električne struje. Instalirana snaga je za 4 300 MW veća od Hidroelektrane Itaipu. Od studenog do maja izlazna snaga je smanjena zbog smanjenog protoka vode i sušnog perioda.
| Godina | Broj instaliranih vodnih turbina | TWh     |        |
| ------ | -------------------------------- | ------- | ------ |
| 2003.  | 6                                | 8.607   |        |
| 2004.  | 11                               | 39.155  |        |
| 2005.  | 14                               | 49.090  |        |
| 2006.  | 14                               | 49.250  |        |
| 2007.  | 21                               | 61.600  |        |
| 2008.  | 26                               | 80.812  | [ 11 ] |
| 2009.  | 26                               | 79.470  | [ 12 ] |
| 2010.  | 26                               | 84.370  | [ 13 ] |
| 2011.  | 29                               | 78.290  | [ 14 ] |
| 2012.  | 32                               | 25.907  | [ 15 ] |
| Ukupno | 29(32)                           | 556.551 |        |

## Utjecaj na okoliš

### Emisija
Otprilike da bi dobili 1 kWh električne energije, potrebno je 366 grama ugljena. Zbog toga hidroelektrana Tri klanca smanjuje potrošnju ugljena za 31 milijun tona godišnje, te smanjuje stakleničke plinove: 1 milijun tona sumporovog dioksida, 370 000 tona dušikovih oksida, 10 000 tona ugljikovog monoksida, a i značajnu količinu žive. Smanjuje se i energija za rudarenje, pranje i prijevoz rude do elektrane. 
Umjetno jezero je povećalo prijevoz teglenicama za 6 puta, smanjujući tako emisiju ugljikovog dioksida za 630 000 tona. Od 2004. do 2007. ukupno je prošlo kroz brodsku prevodnicu 198 milijuna tona robe.

### Erozija i sedimentacija
Primjećene su dvije posebne opasnosti za branu. Zadržavanje vode ispred brane povećat će njezinu temperaturu i izmijeniti mineralni sastav, što će utjecati i već utječe na biljni i životinjski svijet (nestanak ili ozbiljno ugrožavanje nekoliko rijetkih riječnih vrsta). Zadržavanjem i usporavanjem rijeke smanjuje se njezina funkcija odvodnjavanja otpadnih voda velikih gradova. Rijeka Jangce jedna je od muljem najbogatijih rijeka svijeta.
Neki stručnjaci izražavaju strah da bi povećana težina uzrokovana nakupljanjem vode i sedimenata mogla reaktivirati rasjednu zonu na kojoj se nalazi akomulaciono jezero, što bi opet uzrokovalo potres koji bi mogao oštetiti ili srušiti branu. Već se bilježi pojačana seizmička aktivnost u tom području.
Smanjenje mulja nizvodno dovodi do dva problema:
- Izgradnjom brane mulj se zadržava i taloži u jezeru, čime se smanjuje njegov povoljan utjecaj na poljoprivredu nizvodno od brane što će za posljedicu imati povećanu upotrebu kemijskih sredstava i daljnju degradaciju tala.
- Naglašava se i ugroženost Šangaja koji leži u delti Jangce, koja se izgrađuje bogatim nanosima mulja. Takav scenarij neodoljivo podsjeća na rijeku Nil i Asuansku branu.[17]

## Poljoprivreda, industrija, poplave
Uz energetsku dobit važna je i zaštita od poplava te plovidba. Upravo zaštitu od razornih poplava kineska vlada naglašava kao primarni cilj izgradnje megaprojekta. Uz smanjenje prometnih troškova do 40%, od Šangaja uzvodno do Chongqinga umjesto brodova do najviše 3 500 tona, moći će ploviti oni do 10 000 tona.
Za monsunskih kiša rijeka Jangce i pritoci se razlijevaju i česti su razorni poplavni valovi (samo u 20. stoljeću zbog njenih poplava poginulo je oko 300 000 ljudi). Dolina rijeke je glavno poljoprivredno (žitnica Kine) i važno industrijsko područje Kine. U njoj se ostvaruje više od polovice kineske poljoprivredne proizvodnje (pšenica, ječam, kukuruz, konoplja i dr.) i čak 75 % kineske proizvodnje riže. Poriječje Jangce najnaseljenije je područje Kine u kojem živi oko 1/3 ukupnog stanovništva. 

## Ostali efekti

### Kulturni efekt
Srednji dio toka rijeke Jangce jedna je od kolijevki kineske civilizacije. Zbog izgradnje brane pod vodom se nalaze spomenici iz dvije posljednje kineske dinastije Ming i Qing, na čak 1208 povijesnih lokaliteta, te poznate pećinske skulpture iz dinastije Tang (7. – 10. stoljeće). Dio povijesnih spomenika je preseljen, no mnogi će tragovi života stari i 6000 godina ostati potopljeni pod vodom.

### Cijena
Protivnici cijelog projekta naglašavaju i njegovu skupoću. Službene brojke se kreću oko 22,5 milijarde američkih dolara, dok neslužbene brojke zbog inflacije rastu i do vrtoglavih 100 milijardi američkih dolara. Za taj novac, naglašavaju moglo se izgraditi nekoliko manjih hidroelektrana, koje bi uzimajući u obzir negativne učinke imale veću isplativost.